# Salvador Mut
Salvador Mut Latorre (Valencia, España, 31 de diciembre de 1936) es un exfutbolista español que se desempeñaba como guardameta.

## Clubes
| Club          | País   | Año       |
| ------------- | ------ | --------- |
| Sevilla F. C. | España | 1959-1967 |
| Levante U. D. | España | 1967-1968 |